# Botschaft der Vereinigten Staaten in Windhoek
Die Botschaft der Vereinigten Staaten in Windhoek ist die diplomatische Vertretung der Vereinigten Staaten von Amerika in Namibia. Sie liegt seit 2023 in einem Neubau an der Nelson Mandela Avenue in Windhoek-Klein Windhoek. Zuvor war sie in Windhoek-Central zu finden.

## Geschichte
Ursprünglich als U.S. Liaison Office in Windhoek gegründet, erfolgte nach der Anerkennung der Unabhängigkeit Namibias von Seiten der Vereinigten Staaten die Aufwertung zur Botschaft. Der vormalige Direktor des U.S. Liaison Office, Roger A. McGuire, wurde als Geschäftsträger ad interim der erste Leiter der diplomatischen Vertretung im unabhängigen Namibia.

## Botschaftsgebäude
Die Botschaft befand sich bis 2024 in der Lossentraße in Windhoek-Central. Von Mai 2020 bis Ende 2023 wurde ein neues Botschaftsgelände für mehr als fünf Milliarden Namibia-Dollar auf einem etwa 10 Hektar großen Gelände in Klein Windhoek errichtet, das im November 2023 fertiggestellt wurde. Es handelte sich um eines der größten Bauprojekte in der Geschichte Namibias. Der Umzug fand schlussendlich am 26. Januar 2024 statt. Im November 2024 wurde das Gebäude als Best Project in the Government Building von Engineering News Record ausgezeichnet.

## Liste der Botschafter der Vereinigten Staaten von Amerika in Namibia

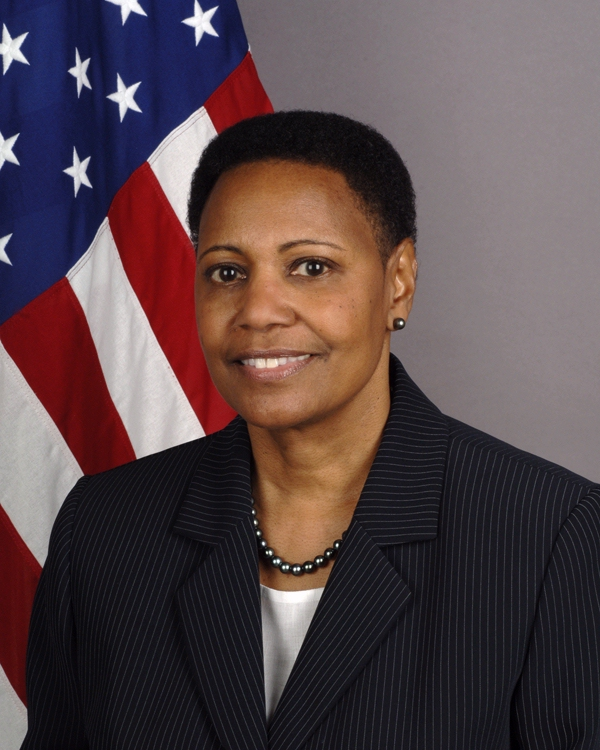
Gail Dennise Mathieu, Botschafterin in Windhoek von 2007 bis August 2010

| Amtszeit  | Name                       | Anmerkung         |
| --------- | -------------------------- | ----------------- |
| 1990      | Roger A. McGuire           | Geschäftsträger   |
| 1990–1992 | Genta H. Holmes            | Botschafter       |
| 1993–1996 | Marshall Fletcher McCallie | Botschafter       |
| 1996–1999 | George F. Ward             | Botschafter       |
| 1999–2001 | Jeffrey A. Bader           | Botschafter       |
| 2001–2004 | Kevin Joseph McGuire       | Botschafter       |
| 2004–2007 | Joyce A. Barr              | Botschafterin     |
| 2007–2010 | Gail Dennise Mathieu       | Botschafterin     |
| 2010      | Ava Rogers                 | Geschäftsträgerin |
| 2010–2014 | Wanda L. Nesbitt           | Botschafterin     |
| 2014–2017 | Thomas F. Daughton         | Botschafter       |
| 2017–2021 | Lisa A. Johnson            | Botschafterin     |
| 2021      | Jessica Long               | Geschäftsträgerin |
| 2022–2024 | Randy Berry                | Botschafter       |
| 2025–     | Brandon Hudspeth           | Geschäftsträger   |